# Бајнум (Алабама)
Бајнум (енгл. Bynum) град је у америчкој савезној држави Алабама.

## Демографија
По попису из 2000. године број становника је 1.863.
| Група             | 2000.         | 2010.    |
| Белци             | 1.606 (86,2%) | 0 (0,0%) |
| Афроамериканци    | 186 (10,0%)   | 0 (0,0%) |
| Азијати           | 3 (0,2%)      | 0 (0,0%) |
| Хиспаноамериканци | 26 (1,4%)     | 0 (0,0%) |
| Укупно            | 1.863         | 0        |